# Первое Гусево
 Первое Гусево  — деревня в Шарангском районе Нижегородской области в составе  Кушнурского сельсовета .

## География
Расположена на расстоянии примерно 17 км на юг-юго-восток от районного центра посёлка Шаранга.

## История
Известна с 1891 года как починок Гусевский 1-й, в 1905 дворов 54 и жителей 313, в 1926 (деревня Гусево 1-е) 68 и 387, в 1950 82 и 255.

## Население
Постоянное население составляло 55 человек (русские 100%) в 2002 году, 30 в 2010.